# Bahnstrecke Bad Salzungen–Unterbreizbach
| Strecke                                        |       | von Meiningen                        | von Meiningen                        |
| Bahnhof                                        | 0,00  | Bad Salzungen                        | 242 m                                |
| Abzweig geradeaus und nach rechts              |       | nach Eisenach                        | nach Eisenach                        |
| Abzweig geradeaus und nach links               |       | Kali-Werkbahn                        | Kali-Werkbahn                        |
| Wechsel des Eisenbahninfrastrukturunternehmens | 2,00  | Infrastrukturgrenze DB InfraGO / RbT | Infrastrukturgrenze DB InfraGO / RbT |
| Blockstelle                                    | 2,25  | Leimbach-Kaiseroda                   | Leimbach-Kaiseroda                   |
| Abzweig geradeaus und ehemals nach links       |       | zur Kali-Werkbahn                    | zur Kali-Werkbahn                    |
| ehemalige Blockstelle                          | 2,73  | Abzw Leimbach Übergabe               | Abzw Leimbach Übergabe               |
| Abzweig geradeaus und ehemals von rechts       |       | Verbindungskurve von Oberrohn        | Verbindungskurve von Oberrohn        |
| ehemalige Blockstelle                          | 3,30  | Abzw Leimbach Kurve                  | Abzw Leimbach Kurve                  |
| Bahnübergang                                   |       | L 1120                               | L 1120                               |
| Blockstelle                                    | 5,34  | Tiefenort                            | Tiefenort                            |
| Dienststation / Betriebs- oder Güterbahnhof    | 8,04  | Merkers                              | Merkers                              |
| Bahnübergang                                   | 8,29  | B 62                                 | B 62                                 |
| Dienststation / Betriebs- oder Güterbahnhof    | 11,21 | Dorndorf (Rhön)                      | 234 m                                |
| Strecke mit Straßenbrücke                      |       | Lange Straße                         | Lange Straße                         |
| Abzweig geradeaus und ehemals nach links       |       | nach Kaltennordheim                  | nach Kaltennordheim                  |
| Blockstelle                                    | 11,81 | Posten Chemische Fabrik Ost          | Posten Chemische Fabrik Ost          |
| Bahnübergang                                   | 11,82 | L 1022 (ex B 285)                    | L 1022 (ex B 285)                    |
| Abzweig geradeaus und ehemals nach links       |       | Anschl. Holzwerk (alt)               | Anschl. Holzwerk (alt)               |
| Brücke über Wasserlauf                         | 12,06 | Felda                                | Felda                                |
| Abzweig geradeaus und nach links               | 12,10 | Awanst. Holzwerk Krenzer             | Awanst. Holzwerk Krenzer             |
| Brücke über Wasserlauf                         |       | Flutbrücke                           | Flutbrücke                           |
| Abzweig geradeaus und von links                | 12,70 | Awanst. Holzwerk Krenzer             | Awanst. Holzwerk Krenzer             |
| Abzweig geradeaus und ehemals von links        |       | Kali-Werkbahn                        | Kali-Werkbahn                        |
| ehemalige Blockstelle                          | 12,75 | Abzw Chemische Fabrik West           | Abzw Chemische Fabrik West           |
| Abzweig geradeaus und von links                |       | Anschl. Bw Vacha/Waggonwerk Brühl    | Anschl. Bw Vacha/Waggonwerk Brühl    |
| Dienststation / Betriebs- oder Güterbahnhof    | 16,30 | Vacha                                | 239 m                                |
| Bahnübergang                                   | 16,52 | B 84                                 | B 84                                 |
| Abzweig geradeaus und ehemals nach rechts      |       | nach Gerstungen                      | nach Gerstungen                      |
| Abzweig geradeaus und ehemals nach rechts      |       | nach Geisa                           | nach Geisa                           |
| Brücke über Wasserlauf                         | 17,06 | Oechse                               | Oechse                               |
| ehemaliger Haltepunkt / Haltestelle            | 19,48 | Sünna                                | 283 m                                |
| Kulminations-/Scheitelpunkt                    | 20,40 | Scheitelpunkt                        | 290 m                                |
| Strecke mit Straßenbrücke                      |       | Feldweg „Brandenburger Tor“          | Feldweg „Brandenburger Tor“          |
| Wechsel des Eisenbahninfrastrukturunternehmens | 22,09 | Infrastrukturgrenze RbT – K+S        | Infrastrukturgrenze RbT – K+S        |
| Abzweig geradeaus und ehemals von links        |       | von Geisa                            | von Geisa                            |
| Dienststation / Betriebs- oder Güterbahnhof    | 22,19 | Unterbreizbach                       | 235 m                                |
| Strecke                                        |       | nach Gerstungen                      | nach Gerstungen                      |

| Strecke                                                             |        | von Meiningen                         | von Meiningen                         |
| Bahnhof                                                             | 0,0    | Bad Salzungen                         | Bad Salzungen                         |
| Abzweig geradeaus und nach rechts                                   |        | nach Unterbreizbach und nach Eisenach | nach Unterbreizbach und nach Eisenach |
| Wechsel des Eisenbahninfrastrukturunternehmens                      | 1,60,0 | Infrastrukturgrenze DB InfraGO / KEM  | Infrastrukturgrenze DB InfraGO / KEM  |
| Dienststation / Betriebs- oder Güterbahnhof                         |        | Leimbach-Kaiseroda                    | Leimbach-Kaiseroda                    |
| Abzweig geradeaus und ehemals von rechts                            |        | von der Staatsbahn                    | von der Staatsbahn                    |
| ehemalige Blockstelle                                               | 1,1    | Abzw Leimbach Übergabe                | Abzw Leimbach Übergabe                |
| Bahnübergang                                                        | 1,5    | B 62                                  | B 62                                  |
| Abzweig geradeaus und ehemals nach links                            | 1,6    | diverse Anschlüsse                    | diverse Anschlüsse                    |
| Bahnübergang                                                        | 3,8    | L 1120                                | L 1120                                |
| Dienststation / Betriebs- oder Güterbahnhof                         | 5,6    | Merkers Werkbahnhof (ex Kali)         | Merkers Werkbahnhof (ex Kali)         |
|                                                                     | 6,6    | Anschluss K+S                         | Anschluss K+S                         |
| Dienststation / Betriebs- oder Güterbahnhof (Strecke außer Betrieb) |        | Dorndorf Werkbahnhof (Kali)           | Dorndorf Werkbahnhof (Kali)           |
| Kreuzung Anfang Hochstrecke (Strecken außer Betrieb)                |        | Feldabahn                             | Feldabahn                             |
| Strecke (außer Betrieb)                                             |        | L 1022 (ex B 285)                     | L 1022 (ex B 285)                     |
| Abzweig ehemals geradeaus und von rechts                            |        | von Bad Salzungen                     | von Bad Salzungen                     |
| ehemalige Blockstelle                                               |        | Abzw Chemische Fabrik West            | Abzw Chemische Fabrik West            |
| Strecke                                                             |        | nach Unterbreizbach                   | nach Unterbreizbach                   |

Die Bahnstrecke Bad Salzungen–Vacha (–Unterbreizbach) war eine Nebenbahn in Thüringen.
Die Strecke wurde als Teilstrecke Bad Salzungen–Vacha der schmalspurigen Feldabahn im Jahr 1879 eröffnet und im Jahr 1906 auf Normalspur umgebaut. Ab diesem Zeitpunkt hat sich der Name Werratalbahn etabliert, der allerdings auch für andere Strecken in Gebrauch ist (siehe Werratalbahn). Der Weiterbau nach Unterbreizbach erfolgte erst nach Gründung der DDR.

## Geschichte
Aufgrund des gestiegenen Verkehrs durch die Erschließung von Kalivorkommen war die Feldabahn 1904 der Preußischen Staatsbahn übereignet worden, die die Strecke bis 1906 auf Regelspur umspurte, wobei auch die Trasse begradigt wurde. Auch viele Hochbauten wurden erneuert.

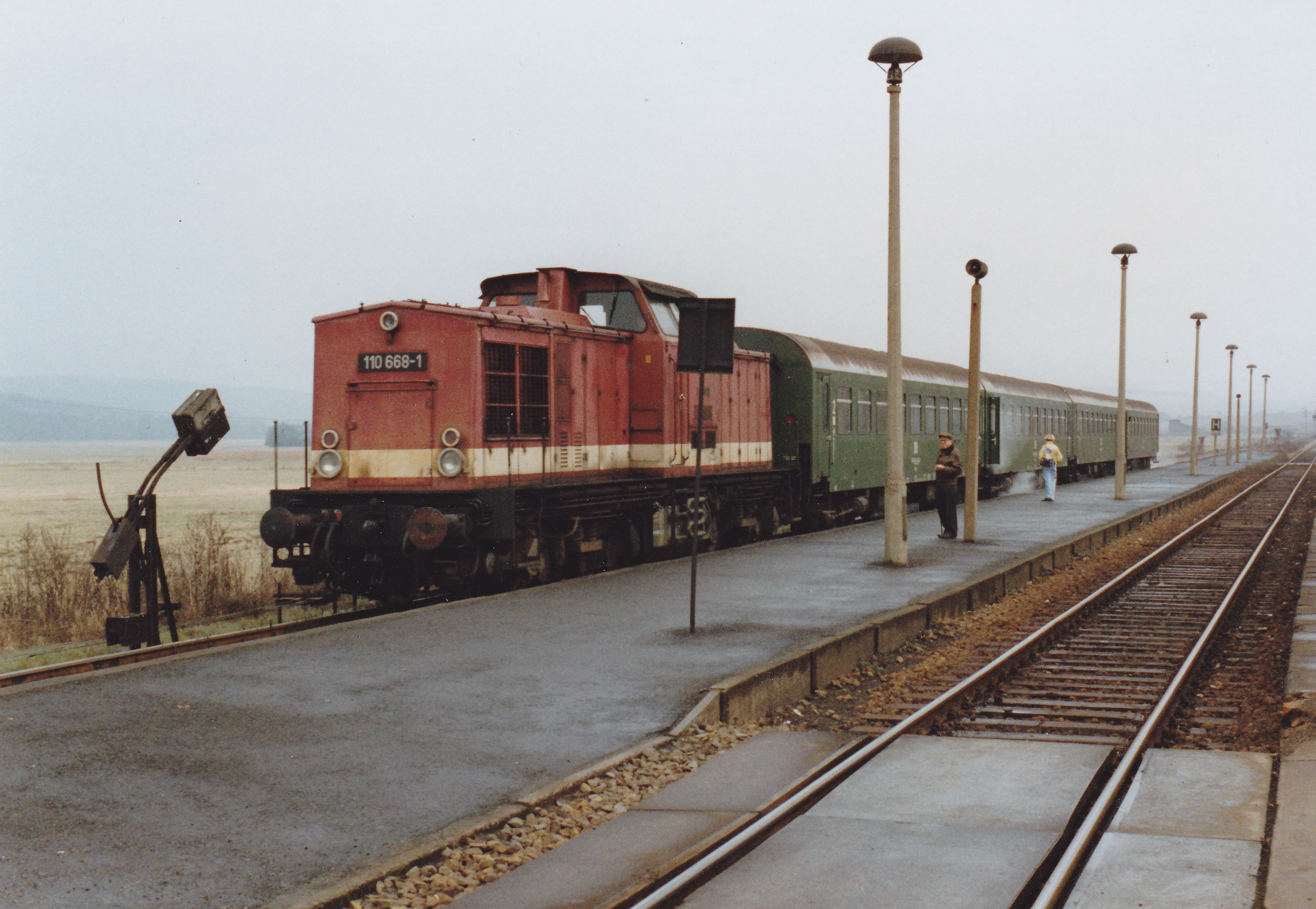
Lange Züge zu Reichsbahnzeiten, hier ein Personenzug in Merkers (1991)

Zwischen Bad Salzungen, Vacha und Unterbreizbach an der Ulstertalbahn gab es bis 1999 einen starken Güterverkehr durch das letzte in Betrieb befindliche Thüringer Kaliwerk in Unterbreizbach. Der Neubau einer Anschlussbahn (auf der ehemaligen Ulstertalbahntrasse und einer in den 1930er Jahren begonnenen, jedoch nie fertiggestellten Verbindungskurve) vom Werk Hattorf her kommend, machte die Steilstrecke zwischen Unterbreizbach und Vacha überflüssig, so dass diese am 31. August 2000 stillgelegt wurde. Der Bahnhof Unterbreizbach ging in das Eigentum von Kali+Salz über.
Das Land Thüringen bestellte den Personenverkehr zwischen Bad Salzungen und Vacha zum 10. Juni 2001 ab. Grund hierfür war der Busparallelverkehr, der durch den Wartburgkreis finanziert wurde. In der Zeit vom 1. Januar bis zum 10. Juni 2001 wickelte noch die Süd-Thüringen-Bahn den Verkehr im Auftrag der Deutschen Bahn AG ab. Mit der Einstellung der Holzverladung im Bahnhof Dorndorf (Rhön) Ende 2001 endete der Gesamtverkehr. Eine letzte Befahrung der Strecke fand am 30. Dezember 2002 durch einen SKL der DB AG statt, bevor mit der Stilllegung zum 31. Dezember 2003 ein vorläufiger Schlussstrich gezogen wurde.
Der neugegründete Verein Interessenvereinigung Verkehrsgeschichte mittleres Werratal e. V. wollte sich damit nicht abfinden und initiierte ab 2007 eine Wiederinbetriebnahme der Strecke Vacha–Bad Salzungen in Zusammenarbeit mit der RbT Regiobahn Thüringen. Hierfür wurde die Strecke von der Deutschen Bahn AG durch die RbT gepachtet. Im Bereich des Bahnhofes Vacha wurden Aufräumarbeiten getätigt sowie eine Befahrbarkeit für Baufahrzeuge hergestellt. Die Strecke wurde freigeschnitten und vermessen, die Durchlässe gesichtet und gereinigt, Bahnübergänge saniert, einige alte Weichen, Signale und Gleise ausgebaut und drei nach der Stilllegung demontierte Hilfsbrücken wieder eingebaut. In der Zeit vom 4. bis 6. Juni 2008 befuhr erstmals seit der Stilllegung ein Eisenbahnfahrzeug, das Messfahrzeug der Firma pethoplan, die gesamte Bahnstrecke von Vacha nach Bad Salzungen. Seit Juni 2008 steht im Bahnhof Vacha ein SKL 24 („Bauart Schöneweide“) bereit, die Strecke zu befahren. Kurze Zeit später wurde auch ein SKL 25 technisch abgenommen und steht für Arbeitseinsätze zur Verfügung. Es handelt sich um genau das Fahrzeug, mit dem 2002 die letzte Fahrt auf der Bahnstrecke durchgeführt wurde.
Mit Genehmigungsschreiben des Landesbevollmächtigten für Bahnaufsicht (LfB) des Freistaates Thüringen vom 25. März 2011 wurde am 16. April 2011 die Teilstrecke Bad Salzungen–Merkers als Anschlussbahn des nicht-öffentlichen Verkehrs wieder in Betrieb genommen. Die Ausweitung des Betriebes bis zu einem holzverarbeitenden Unternehmen in Dorndorf bis Streckenkilometer 13,19 wurde zwischenzeitlich dem LfB angezeigt und dort genehmigt. Im August 2013 begannen Arbeiten zur Verlegung eines Anschlussgleises am Holzwerk Krenzer, so dass mit dem Fahrplanwechsel 2013/14 die Entladung an der freien Strecke aufgegeben werden konnte. Der Anschluss der Stadt Vacha an das deutsche Eisenbahnnetz hat sich entgegen der Planung von 2011 lange Zeit verzögert. Mit dem Genehmigungsschreiben vom 14. Oktober 2015 ist nun auch dieser erfolgt.
Da der eigentliche Güterverkehr zum angeschlossenen Holzwerk nur sporadisch stattfindet, sind auf allen Bahnhöfen häufig Güterwagen der VTG abgestellt. Nachdem zu Beginn des Jahres 2018 eine Außenstelle des Waggonwerkes Brühl in Vacha eröffnete, wurde im November Vacha wieder eine Güterverkehrsstelle im deutschlandweiten Cargo-Netz.

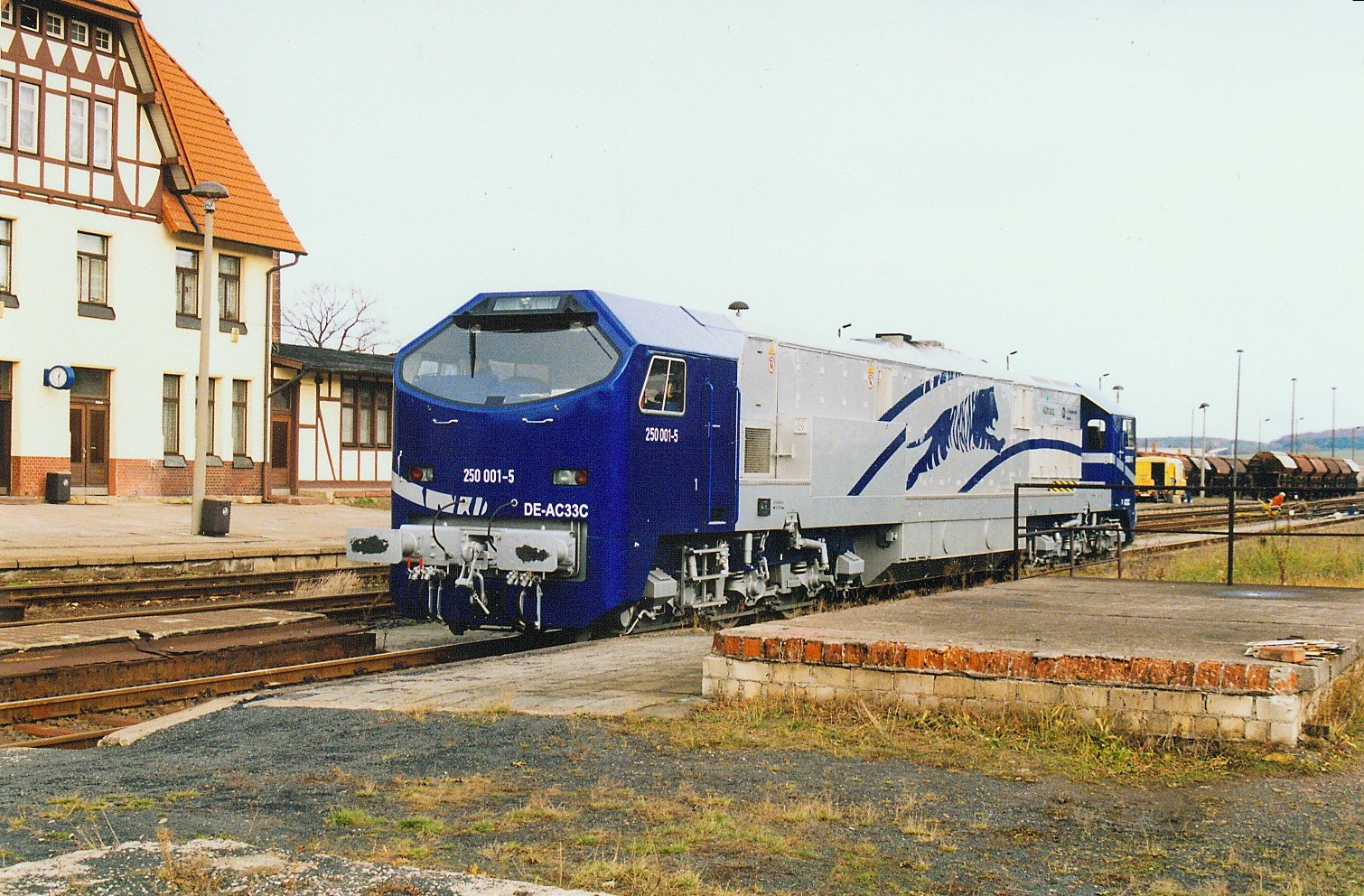
Erprobung des Blue Tiger 1997
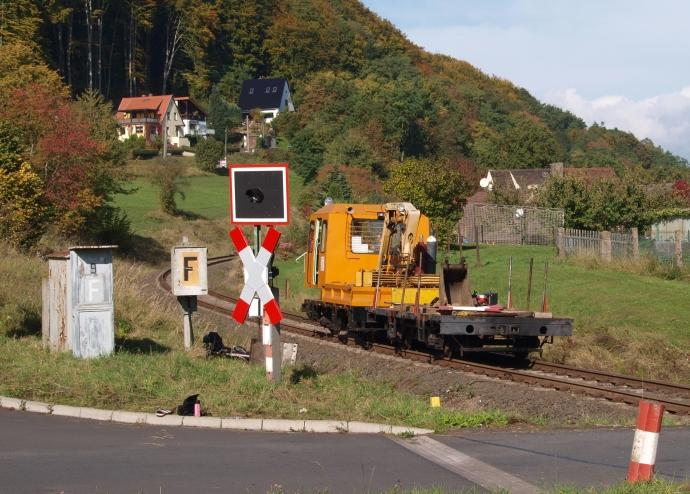
Merkers 2012
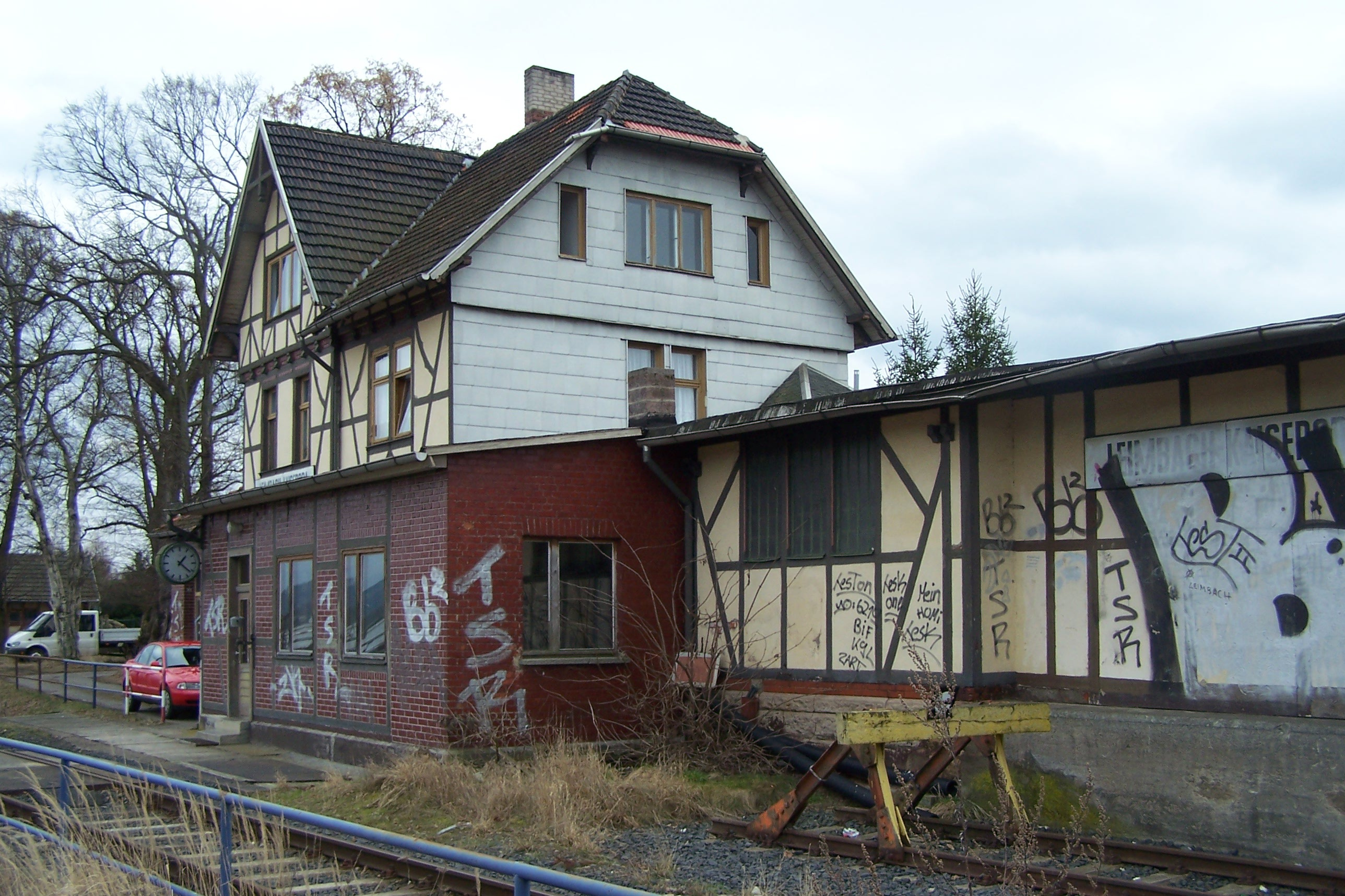
Bahnhof Leimbach-Kaiseroda (2009)
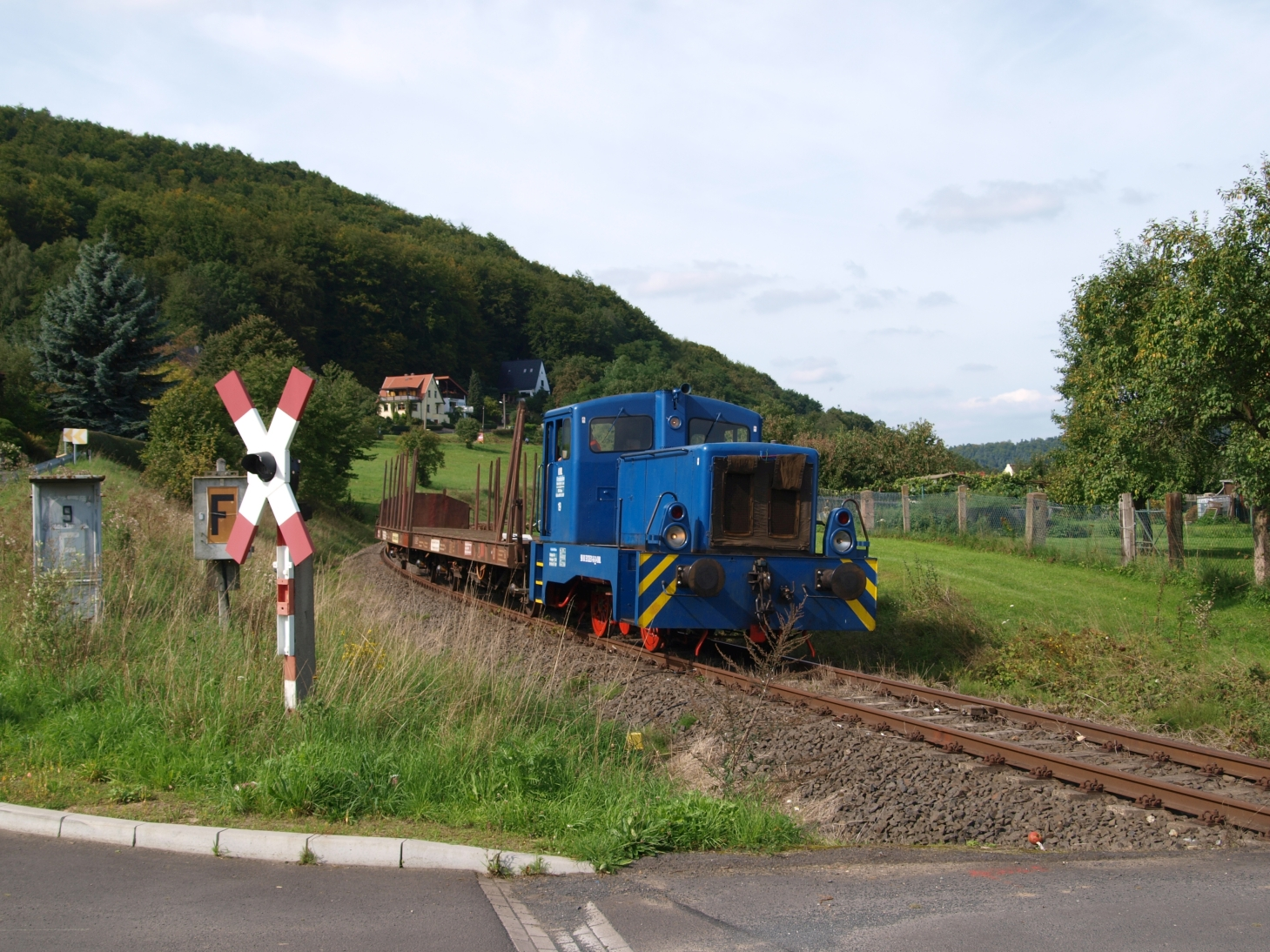
Dietlaser Weg
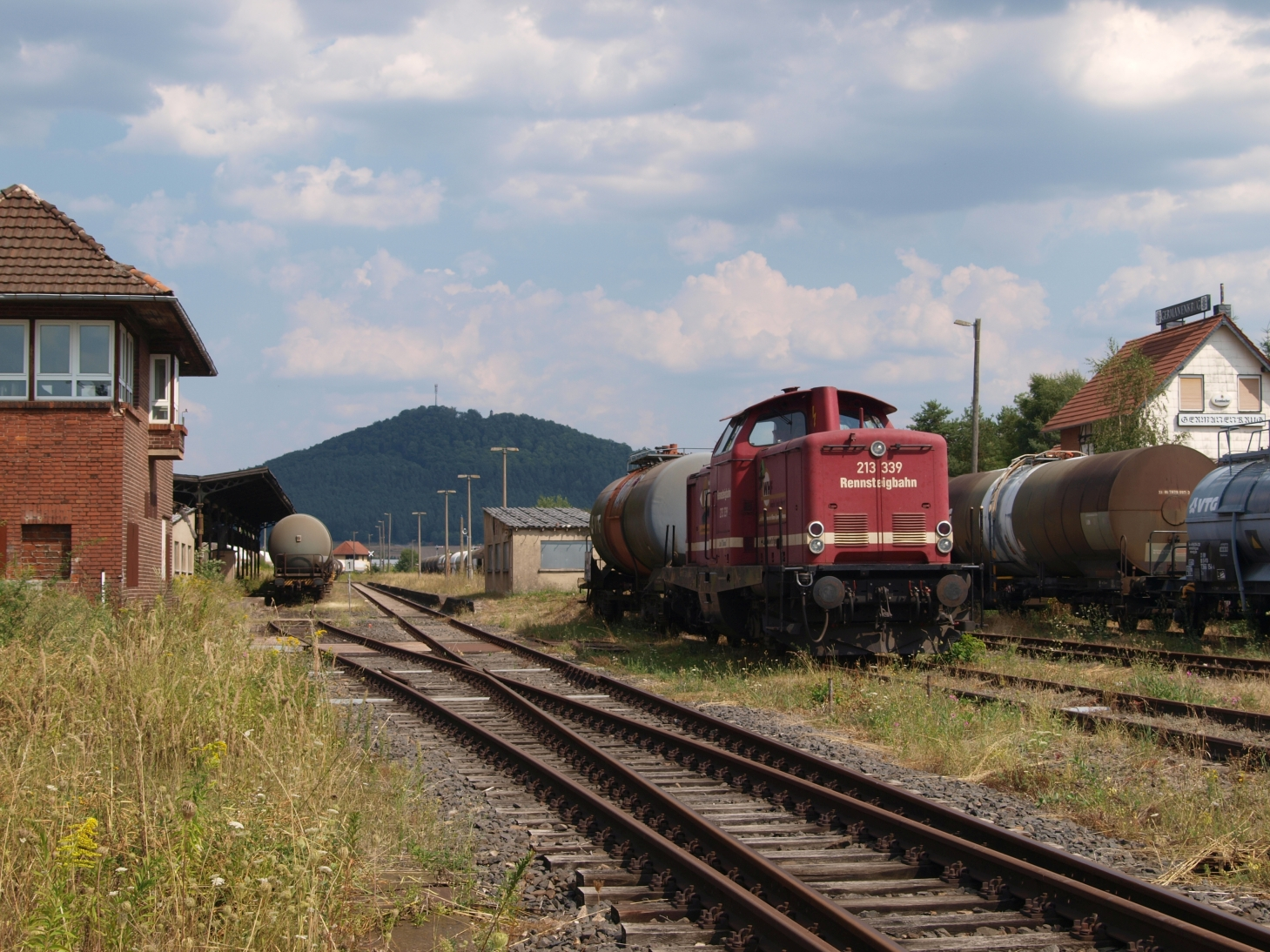
Bahnhof Dorndorf
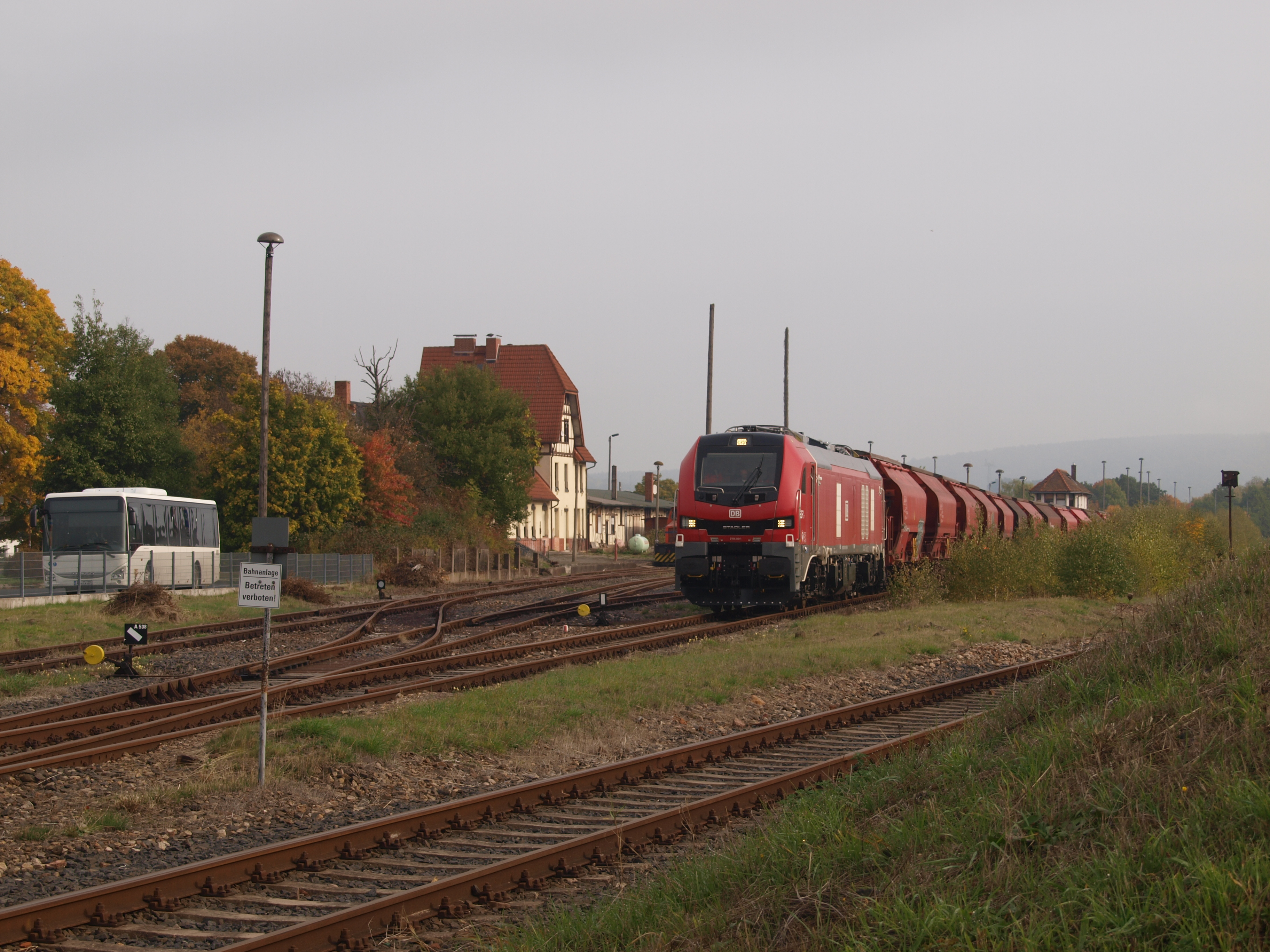
Vacha 2023

## Grenzumgehungsstrecke nach Unterbreizbach
Da es an der innerdeutschen Grenze öfters zu gegenseitigen Repressalien kam, die zu Störungen des Eisenbahnverkehrs zwischen Vacha und Unterbreizbach auf der Ulstertalbahn und im Sommer 1952 schließlich zur endgültigen Unterbrechung des Schienenverkehrs über Philippsthal führte, entschied sich die Führung der DDR zu einem Anschluss des Kaliwerkes in Unterbreizbach unter Umgehung des westdeutschen Gebietes. In nur 90 Tagen wurde bei widrigen Wetterverhältnissen der „1. Sozialistische Bahnbau“ fertiggestellt und von der Propaganda entsprechend gefeiert. In den Jahren 1954 bis 1956 gab es auf der 5,2 km langen und topographisch ungünstigen Strecke auch Personenverkehr mit einem Zwischenhalt in Sünna.
Danach verkehrten nur noch Güterzüge, die auf Grund der starken Steigung sehr kurz waren (Man ging nur knapp an der Steilstreckenvorschrift vorbei, die maximale Neigung liegt sogar über 40 ‰). Für einen 1200 Tonnen schweren Kalizug ab Vacha wurden teils vier Übergaben benötigt. So herrschte reger Verkehr auf dieser kurzen Strecke. Neben dem Kaliwerk wurden auch in Unterbreizbach ansässige Firmen bedient, die Hauptlastrichtung war allerdings umgekehrt. Ein 1984 begonnenes Projekt zur Schaffung eines Gleisanschlusses für den Basaltabbau auf dem Öchsenberg bei Sünna wurde 1986 gestoppt.
Mit dem Ende der DDR wurde nach effizienteren Möglichkeiten des Kalitransportes gesucht, alte Planungen aus den 1930er Jahren brachten hier eine Lösung: Die im Bau begonnene, aber nie fertiggestellte Verbindungskurve zwischen Heimboldshausen und Unterbreizbach konnte teilweise genutzt werden, um im Herbst 1999 eine Anschlussbahn fertigzustellen. Die neue Strecke wurde am 31. Januar 2000 dem Verkehr übergeben. Letztmals wurde am 19. August mit einer Sonderfahrt und drei LVT die Strecke über Sünna befahren und anschließend zum 31. August 2000 stillgelegt. Immer wieder gab es Bestrebungen, die Verbindung als Reservestrecke zu erhalten. 2010 wuchsen jedoch bereits armdicke Birken darauf und auch die Andreaskreuze wurden entfernt.
In den Wochen ab dem 28. März 2011 fanden Freischnittarbeiten zwischen Vacha und Unterbreizbach statt und erstmals seit mehr als zehn Jahren fuhren wieder Schienenfahrzeuge über die nun als Baugleis bezeichneten Schienen. Nunmehr ist die RbT Regiobahn Thüringen für die Strecke verantwortlich. Allerdings blieben die letzten Meter Gleis vor Unterbreizbach nach dem Hangrutsch bei starkem Tauwetter im Winter 2010/11 für den Schienenverkehr gesperrt. Auch in den folgenden Jahren wurde auf der Strecke wieder das Unkraut bekämpft, so dass eine weitere Nutzung möglich war.
Im Dezember 2019 wurde bekannt, dass K+S einen Vertrag zur Wiederinbetriebnahme der Bahnstrecke unterschrieben hat. Im August 2020 waren die Bauarbeiten weitgehend fertiggestellt. Geplant war, dass die ersten Züge im vierten Quartal 2020 fahren könnten. Die Eröffnungsfahrt fand am 5. Mai 2021 statt. Seit 2023 verkehrt ein bis zwei Mal in der Woche ein Ganzzug mit Leerwagen zwischen Eisenach und Unterbreizbach über Bad Salzungen.

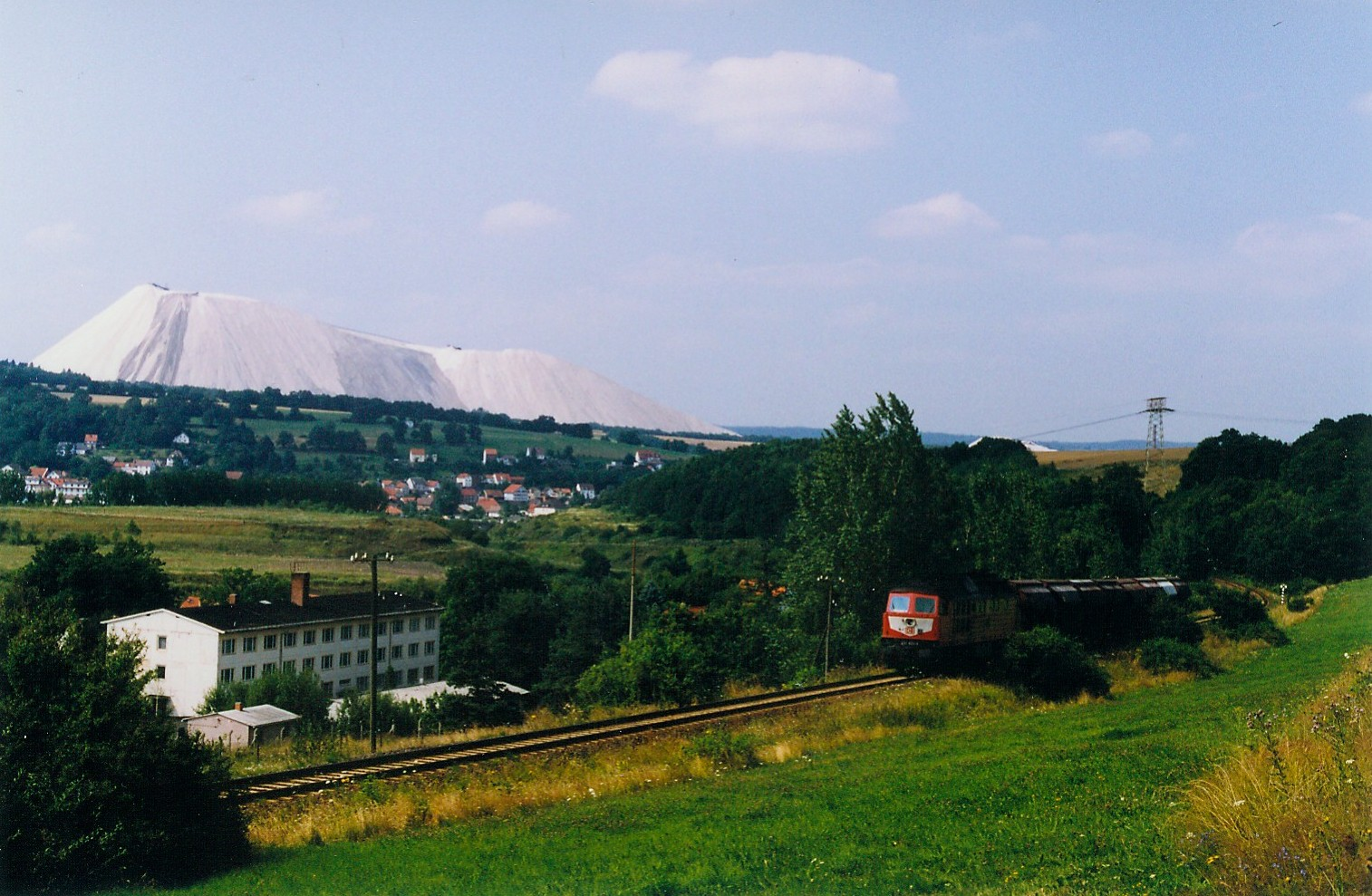
Auf dem Weg nach Vacha (1999)
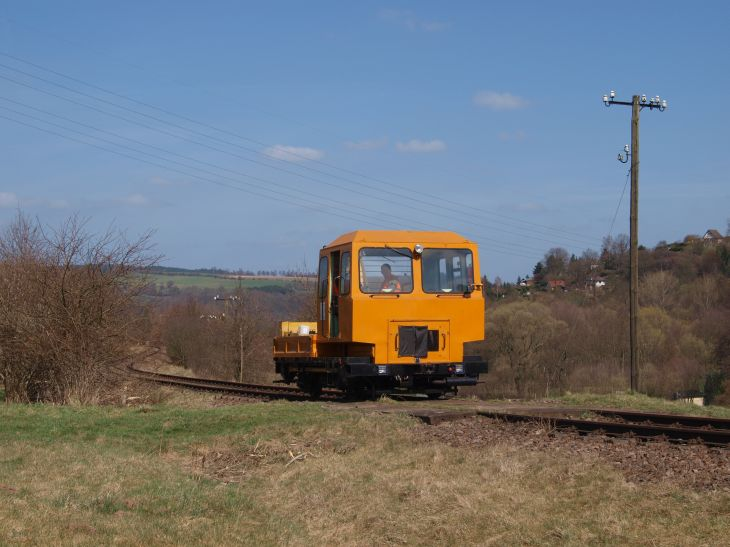
Nach 10 Jahren ist wieder ein Schienenfahrzeug in der Sünnaer Steigung (2011)
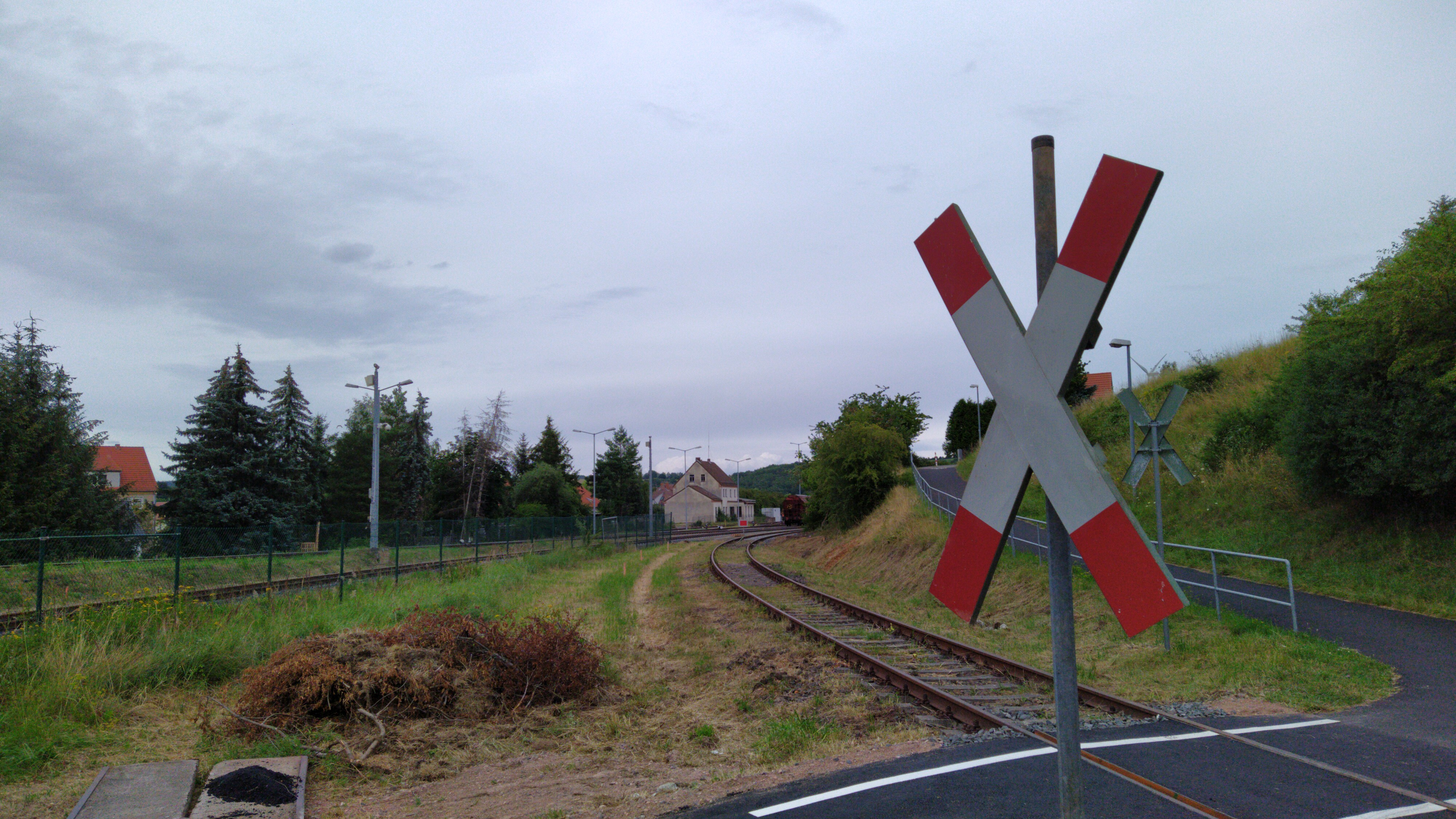
Einfahrt in den Bahnhof Unterbreizbach (August 2020)
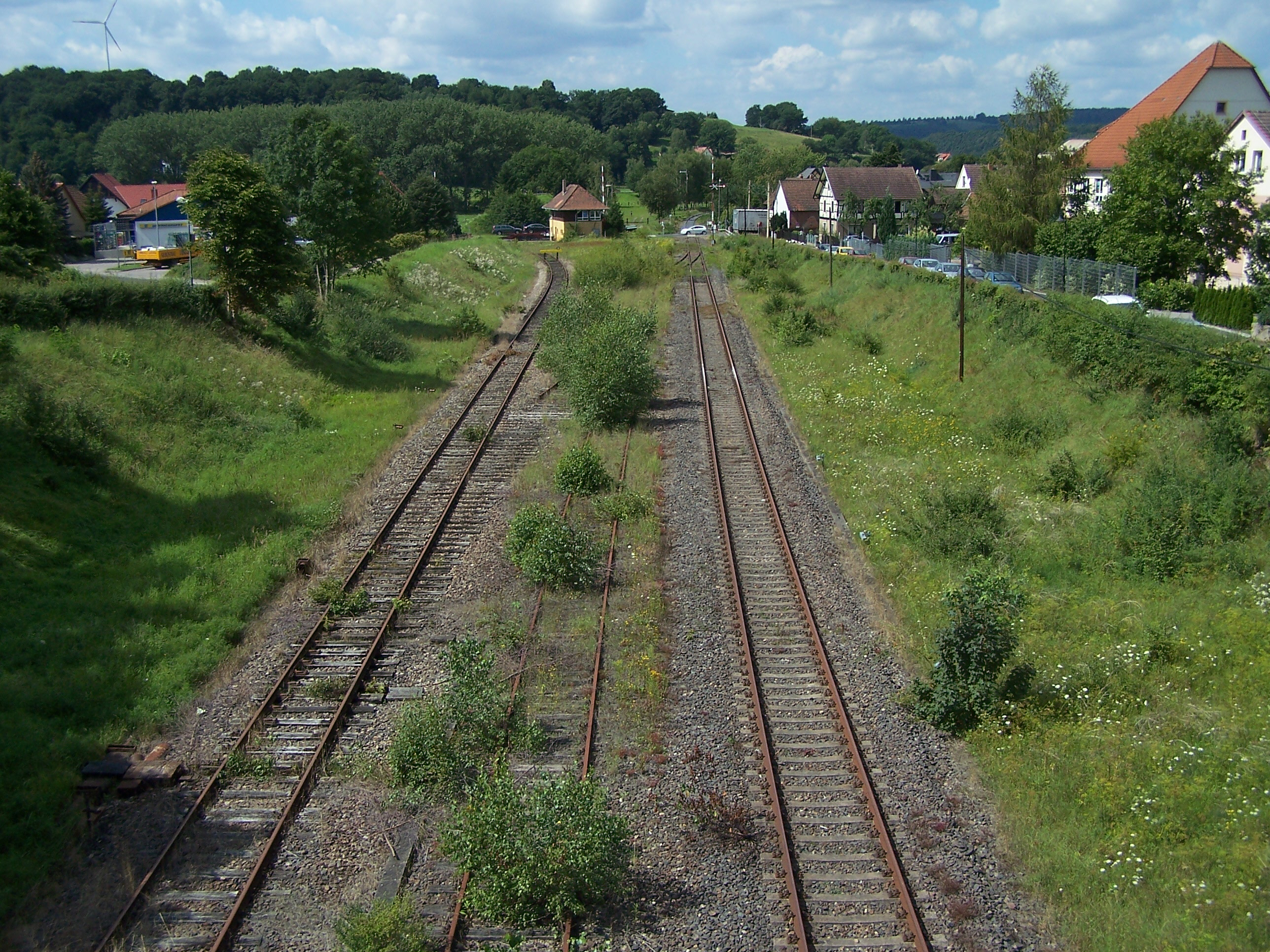
Ausfahrt Dorndorf: links auf dem Hang: Werkbahn (demontiert), Mitte: Feldabahn, rechts: nach Vacha
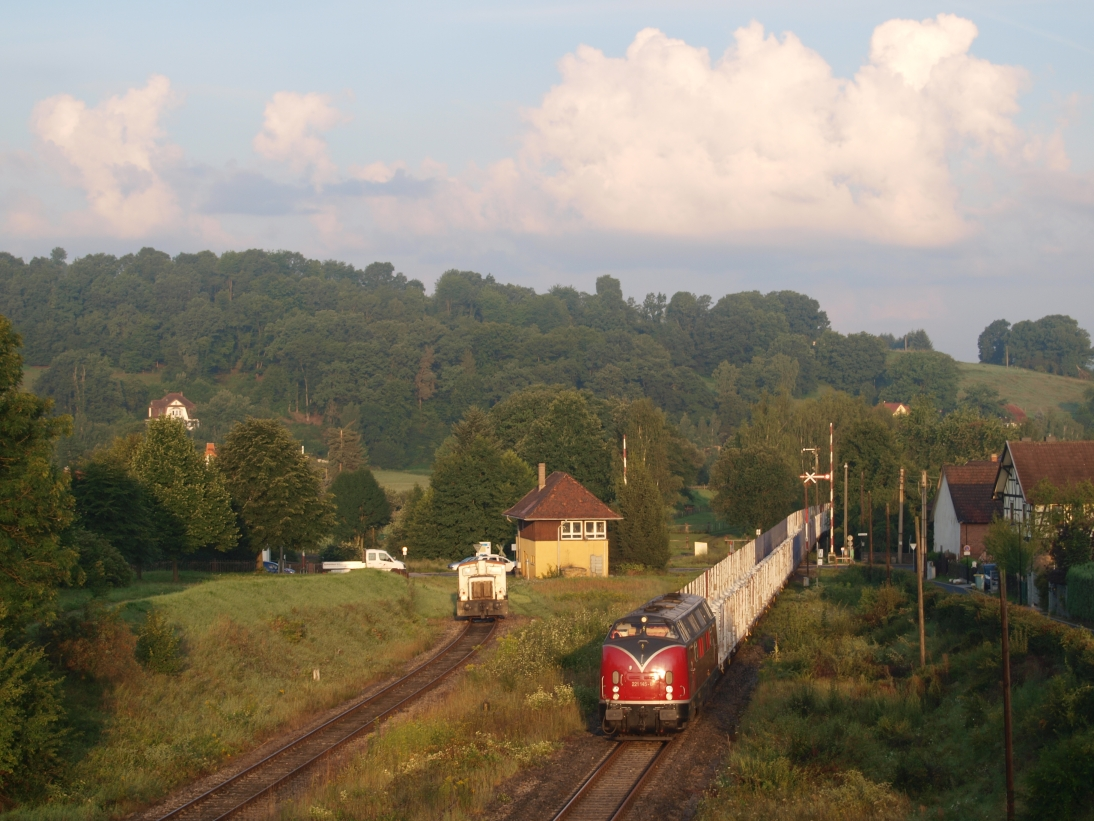
Dorndorf Stellwerk Co

## Nebenanlagen

### Bahnbetriebswerk Vacha

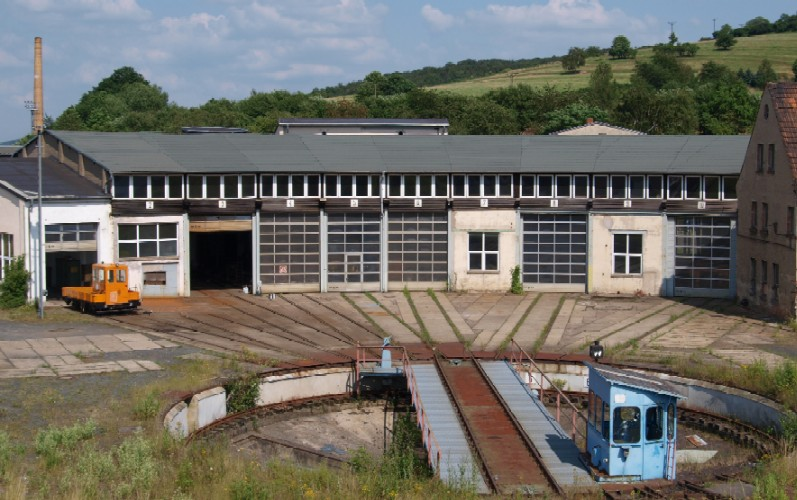
Vacha: Blick auf den Lokschuppen 2009

Seit Beginn der Regelspurzeit existierte bis Anfang der 1970er Jahre am Vachaer Bahnhof das Bahnbetriebswerk Vacha. Bis Ende der 1990er Jahre war es eine Einsatzstelle des Bahnbetriebswerkes Eisenach. Schon in den 1970er Jahren wurde in einem Teil des Lokschuppens ein Stahlbaubetrieb der DR eingerichtet, der später das ganze Gebäude übernahm.

### Kalianschlussbahn
Im Bahnhof Leimbach-Kaiseroda zweigte die Anschlussbahn der Kaliwerke Werra ab. Heute beginnt die Anschlussbahn durch Gleisveränderungen im Bahnhof Bad Salzungen, Leimbach-Kaiseroda wird lediglich durchfahren. Das Stellwerk im Bahnhofsgebäude war jedoch wegen einer am Bahnhof befindlichen Anrufschranke bis November 2011 noch besetzt. Neben dem Anschluss des Kaliwerkes Merkers (heute Gewerbepark), welcher noch existiert und genutzt wird, besaßen das Kaliwerk Dorndorf, der Schacht Hermannsroda, die Chemischen Fabriken Dorndorf, das Betonwerk Leimbach und der Landhandel Leimbach Anschlussgleise. Zwischen Merkers und Dorndorf verliefen die Anschlussbahn und das Reichsbahngleis in einem Abstand von nur wenigen Metern. In diesem Bereich ist der Gleiskörper heute größtenteils mit einem Radweg überbaut.
In Dorndorf führte das Gleis zunächst durch den Werkbahnhof der Kalifabrik, anschließend über einen Damm und eine Brücke über die Feldabahn hinweg zu den Chemischen Fabriken, die dort wieder mit dem Reichsbahngleis verbunden waren. Damm, Brücke und Chemische Fabrik sind schon einige Zeit abgerissen, von ihrer Existenz zeugt lediglich das Dorndorfer Stellwerk Co (Chemische Fabrik Ost) an der Trennungsstelle von Felda- und Werratalbahn. Auf dem Gelände der Chemischen Fabriken befindet sich heute ein holzverarbeitender Betrieb.
In den 1950er Jahren gab es auf dieser Strecke einen Werkspersonenverkehr ab Bad Salzungen. In den 1980er Jahren wurde der Werkbahnhof Merkers mit einem modernen Relaisstellwerk ausgerüstet.
Seit 2021 ist die KEM Krayenberg Eisenbahn Merkers GmbH (KEM) neuer Eigentümer der Bahnstrecke.

## Erwähnenswertes
Im Jahr 2000 wurde auf der Bahnstrecke – sowie teilweise auf der benachbarten Feldabahn und anderen Strecken – der Kinofilm „Heinrich der Säger“ gedreht. Hierbei ging es um eine profitorientierte Bahngesellschaft „Kommerzbahn“, die mit Hilfe einiger Politiker Bahnstrecken stilllegte. Dies wollte ein Bahnarbeiter verhindern. Hauptdarsteller waren Rolf Becker und seine Tochter Meret, Regisseur Klaus Gietinger. Schon bald wurde die Geschichte des Filmes bittere Realität, als der Personenverkehr 2001 eingestellt wurde. Am 19. April 2008 weilten Klaus Gietinger und Rolf Becker zum Thema: „Heinrich vor Ort – Der Säger kehrt zurück“ in Vacha, um für die Wiederinbetriebnahme der Strecke zu werben. Die „Bahnstrecke Bad Salzungen-Vacha“ bis zum Gradierwerk in Bad Salzungen war Thema eines Berichtes vom MDR (Mitteldeutscher Rundfunk) über ein Projekt von engagierten Modellbauern aus Leimbach, die sich zur kulturhistorischen Bedeutung der Strecke und deren Umfeld intensiv beschäftigt haben.